# Pachymatisma
Pachymatisma is een geslacht van sponsdieren uit de klasse van de Demospongiae (gewone sponzen).

## Soorten
- Pachymatisma areolata Bowerbank, 1872
- Pachymatisma bifida Burton, 1959
- Pachymatisma johnstonia (Bowerbank in Johnston, 1842)
- Pachymatisma monaena Lendenfeld, 1907
- Pachymatisma normani Sollas, 1888